# Elvira Madigan
Elvira Madigan (4. december 1867 – 19. juli 1889) (født: Hedvig Antoinette Isabella Eleonore Jensen i Sankt Maria sogn i Flensborg i Tyskland) var en artist og linedanserinde, mest kendt for sin hemmelige og fatale kærlighedsaffære med den svenske dragonløjtnant Sixten Sparre.

## Barndommen
Hedvigs mor, Eleonora (Laura) Cecilie Christine Marie Olsen (født: 25. marts 1849 – 18 år da Hedvig blev født), kom fra Finland. Hedvigs far var den danske Frederik Jensen. Forældrene mødte hinanden i Cirque du Nord, cirkuset hvor Eleonora var linedanser, og Frederik var akrobat. Da Hedvig skulle fødes, tog Frederik orlov fra cirkusarbejdet, selv om det betød, at han mistede det. Et par år efter at Hedvig var født, døde Frederik, og moderen stod alene tilbage med datteren. Moderen arbejdede i cirkusset Cirque François Loisset, hvor amerikaneren John Madigan fra Indiana var tilknyttet. John og Eleonora dannede par, men de blev først gift i 1892. Han var kunstberider og lærte Hedvig at ride. Hedvig havde sin cirkusdebut som femårig.

## Cirkusprinsessen
I 1879 grundlagde John Madigan og Eleonora Olsen deres eget lille cirkus, Cirkus Madigan, hvor Hedvig og en stedsøster optrådte som linedanserinderne "søstrene Elvira og Gisella Madigan". Cirkusset turnerede i Skandinavien og kom i 1886 til Tivoli i København, hvor de optrådte for kong Christian IX, som skænkede dem et guldkors hver. Cirkusset med de to linedanserinder fik stor succes og optrådte over det meste af Europa: Paris, London, Berlin, Bruxelles, Amsterdam og Odessa. I 1888 kom det til Kristianstad i Skåne, hvor den svenske adelsmand og løjtnant af det Skånska Dragonregementet Sixten Sparre overværede forestillingen. Han blev straks så betaget af den unge Hedvig, at han kom tilbage næsten hver aften og igen næste sommer, da cirkuset var i Ljungbyhed. De indledte et forhold, som måtte holdes hemmeligt både for Hedvigs mor og stedfar og for Sixtens kone. Han var gift og havde to børn.

## Flugten
De holdt kontakt gennem brevveksling til den 18. maj 1889, hvor cirkusset kom til Sundsvall i det nordlige Sverige. Sixten ventede på Hedvig ved jernbanestationen i Bollnäs. Hedvig pantsatte sine smykker og stak af. Sammen med Sixten tog hun til Stockholm og derfra med tog til København og Svendborg, hvor de indlogerede sig på et hotel som brudepar.
Den 15. juli 1889 kom Cirkus Bergman til Svendborg, hvorefter parret af frygt for at blive genkendt tog til Troense, en landsby på det nordøstlige Tåsinge, og tog på sommerpensionat. Deres penge var brugt, og Sixten havde sendt et telegram hjem til sin familie for at bede om flere penge, men havde fået afslag. Uden penge og uden fremtidsudsigter sagde parret den 18. juli, at de ville tage på en lille skovtur, og de fik en madkurv med. De tog til Nørreskoven, hvor Sixten den følgende morgen skød Elvira og sig selv (markering med frådsten i Nørreskoven55°00′18″N 10°38′02″Ø / 55.00506°N 10.63377°Ø). 
Ved Elvira's navn i Landet Sogn kirkebog læses anmærkningen:  "Myrdet ved Skud gjennem højre Øre".  (ved Sixten's navn i samme kirkebog er anmærkningen følgende: "Selvmord ved Skud gjennem Munden".) 
Øresundsposten (25. juli 1889) beskrev deres sidste timer således:
| Citat | Derefter er de kun blevet set i live i et hus ved Nørreskov, hvor de fik et glas vand. Gennem et sumpet krat var de kommet til en lille åben plads, hvor de, under nogle små bøgetræer, havde spist deres mad. Madkurven var tom. Under dem lå et tæppe og desuden fandt man en paraply og en parasol. Han lå til venstre for hende, ramt af et revolverskud i højre tinding, hun var såret af et lignende skud i venstre tinding. Det var åbenbart, at han havde skudt hende og derefter sig selv, thi hendes arme var foldet sammen over brystet, og hans lå udstrakt ved siden af sammen med våbnet. Begges ansigtsudtryk var ganske rolige. | Citat |
|       | |       |

## Mord eller ulykkelig kærlighed?
Mord eller ulykkelig kærlighed? er ny titel i 2024 på Taasinge Museums udstilling om Elvira Madigan og Sixten Sparre. Det skyldes blandt andet journalist og forfatter Kathinka Lindhes research og kritik af den tidligere romantiske historie. Lindhes er Sixten Sparres oldebarn. Hun skrev i 2021 bogen Sixten og Elvira - Historien om et mord,  hvori hun på baggrund af omfattende research konkluderede, at hendes oldefar var en "egoistisk morder".
I den svenske forfatter Klas Grönqvists bog om Elvira Madigan, En dråbe faldt, kaldes historien "en slags Me Too-prototype", før der selvfølgelig var noget, der hed det i 1889. I bogen får man historien om en mere manisk, selvoptaget Sixten Sparre, der havde en bundløs gæld og virkede, som om han gerne ville hævne sig på samfundet og gerne ville gå ud med et brag – og så tog han altså Elvira Madigan med sig i døden, sandsynligvis under nogle lidt falske forudsætninger.
I juli 2024 kritiserede Jyllands-Posten Sydfyn i en leder, at man romantiserede historien og hyldede morderen: "Elvira Madigan var offer for et nøje planlagt drab. Det er pinligt, at museer, kommune og kirken lokalt ikke for længst har taget det fornødne selvopgør med en historie, som lige nu fejlfremstilles for massevis af turister." Taasinge Museumslaug, medgiver, at museet tidligere – ligesom mange andre – har videregivet en romantisk version af historien, men synes, at kritikken er overdrevet. Museets guider har strenge instruktioner om at sige til besøgende, at der er foregået et mord, og at det er kriminelt.

## Gravstedet
Parret er begravet på Landet Kirkegård. Et mindesmærke står opstillet i Nørreskov, hvor deres lig blev fundet. De oprindelige gravsten fra 1889 var af forskellig farve, Hedvigs hvid og Sixtens gråsort. På 75-årsdagen i 1964 blev gravstenene udskiftet med nye, der på Hedvigs også angav kunstnernavnet, Elvira Madigan. I 1999 blev området renoveret: de gamle gravsten blev igen taget i brug, nu vendt mod øst. (Gravpladsen er ændret radikalt februar 2013). Desuden blev opsat en mindeplade med ordene:
Der er tradition for, at brudene, som bliver viet i Landet kirke, lægger deres brudebuket på Hedvigs grav, for på denne måde at give hende den, som hun aldrig fik i levende live. Gravstedet er også et yndet turistmål for danske, tyske og især svenske tilrejsende.

## Film
Historien danner baggrund for flere film. Mozarts klaverkoncert nr. 21 i C-dur, som bruges i den svenske film fra 1967, kaldes ofte Elvira Madigan.
- Elvira Madigan (svensk film, 1943)
- Elvira Madigan (svensk film, 1967)
- Elvira Madigan (dansk film, 1967)

## Visen
Historien blev gendigtet af den svenske folkedigter Johan Lindström Saxon i visen ”Visan om Elvira Madigan” over melodien til en gammel svensk skillingsvise
| Citat | Sorgeliga saker hända Än i våra dar minsann, Sorgeligast är dock denna- Den om fröken Madigan. Vacker var hon som en ängel Ögon blå och kind så röd, Smärt om livet som en stängel; Men hon fick en grymmer död. När hon dansade på lina Lik en liten lärka glad, Hördes bifallsropen vina Ifrån fyllda bänkars rad. Så kom greve löjtnant Sparre, Vacker var han, utav börd, Ögon lyste, hjärtan darre, Och hans kärleksbön blef hörd. Greve Sparre han var gifter, Barn och maka hade han, Men från dessa han nu rymde, Med Elvira Madigan. Så till Danmark styrdes färden. Men det tog ett sorgligt slut, Ty långt ut i vida världen Tänkte de att slå sig ut. Men se slut var deras pengar, Ingenting att leva av! För att undgå ödets strängar Bygga de sitt bo i grav. Och pistolen, full av smärta, Greven tar och sikte tog Mot Elviras unga hjärta: Knappt hon andas, förr’n hon dog. Ack mig hör, Ni ungdomsglada, Tänk på dem och se er för Att Ni ej i blod få bada Ni och en gång, förr’n Ni dör. | Citat |
|       | |       |

## Kuriosum
- Vejen, Landet Kirkegård ligger på, og som fører op til Nørreskov på Tåsinge, er blevet omdøbt til Elvira Madigans Vej.
- Flyvepladsen på Tåsinge fik i 2020 navnet "Elvira Madigan Airport".
- Nationalbanken udsendte den 28. januar 2005 en 20-kroners temamønt, hvor bagsidemotivet forestiller tårnet på Landet Kirke set gennem kastanieblade fra Elvira Madigan og Sixtens Sparres gravsted. Omkring tårnet er desuden indflettet kastanieblade udformet som hjerter og en pistol, der symboliserer parrets ulykkelige kærlighedshistorie[2].

## Bøger
- Ejbye-Ernst, Arne: Det danske Mayerlingdrama. København, 1954.
- Enevig, Anders: Fakta om Elvira Madigan og Sixten Sparre, Odder 2005. ISBN 87-89191-67-6
- Grönqvist, Klas: "En dråbe faldt ... Elvira Madigan". Kle-art forlag, Odense 2017. ISBN 978-87-92750-23-5.
- Jansen, Henrik M.: Elvira Madigan & Sixten Sparre: som samtiden opfattede dem – og 100 år senere. (Skrifter fra Svendborg og omegns Museum 21). Forlaget Misteltenen i-s, Svendborg, 1987
- Møller-Pedersen, Poul Erik: Elvira Madigan. Hernovs Forlag, København 1978. ISBN 87-7215-404-7.
- Per Arne Wåhlberg: Cirkus i Sverige, Carlsson Bokförlag, Stockholm, 1992, side 125 ff.
- Lindhe, Kathinka: Sixten & Elvira - historien om et mord, Gads Forlag, København, 2021. ISBN 978-87-12-06471-8